# Nelson Trad
 (avril 2022).
La mise en forme du texte ne suit pas les recommandations de Wikipédia : il faut le « wikifier ».
Les points d'amélioration suivants sont les cas les plus fréquents. Le détail des points à revoir est peut-être précisé sur la page de discussion.
- Les titres sont pré-formatés par le logiciel. Ils ne sont ni en capitales, ni en gras.
- Le texte ne doit pas être écrit en capitales (les noms de famille non plus), ni en gras, ni en italique, ni en « petit »…
- Le gras n'est utilisé que pour surligner le titre de l'article dans l'introduction, une seule fois.
- L'italique est rarement utilisé : mots en langue étrangère, titres d'œuvres, noms de bateaux, etc.
- Les citations ne sont pas en italique mais en corps de texte normal. Elles sont entourées par des guillemets français : « et ».
- Les listes à puces sont à éviter, des paragraphes rédigés étant largement préférés. Les tableaux sont à réserver à la présentation de données structurées (résultats, etc.).
- Les appels de note de bas de page (petits chiffres en exposant, introduits par l'outil «  Source ») sont à placer entre la fin de phrase et le point final[comme ça].
- Les liens internes (vers d'autres articles de Wikipédia) sont à choisir avec parcimonie. Créez des liens vers des articles approfondissant le sujet. Les termes génériques sans rapport avec le sujet sont à éviter, ainsi que les répétitions de liens vers un même terme.
- Les liens externes sont à placer uniquement dans une section « Liens externes », à la fin de l'article. Ces liens sont à choisir avec parcimonie suivant les règles définies. Si un lien sert de source à l'article, son insertion dans le texte est à faire par les notes de bas de page.
- La présentation des références doit suivre les conventions bibliographiques. Il est recommandé d'utiliser les modèles {{Ouvrage}}, {{Chapitre}}, {{Article}}, {{Lien web}} et/ou {{Bibliographie}}. Le mode d'édition visuel peut mettre en forme automatiquement les références.
- Insérer une infobox (cadre d'informations à droite) n'est pas obligatoire pour parachever la mise en page.

Pour une aide détaillée, merci de consulter Aide:Wikification.
Si vous pensez que ces points ont été résolus, vous pouvez retirer ce bandeau et améliorer la mise en forme d'un autre article.
 (avril 2022).
Le contenu est difficilement compréhensible vu les erreurs de traduction, qui sont peut-être dues à l'utilisation d'un logiciel de traduction automatique.
Nelson Trad, né le 30 octobre 1930 et mort le 7 décembre 2011, était un homme politique brésilien. Il était député fédéral élu par l'État du Mato Grosso do Sul,.

## Biographie
Fils d'Assaf Trad et de Margarida Maksoud, immigrés libanais . Il épousa Therezinha Mandetta et eut cinq enfants : Fátima, Maria Thereza, Marquinhos, Fábio et Nelsinho, les trois derniers étant également politiques.
Il était le père de Nelson Trad Filho, réélu maire de Campo Grande et de Marquinhos Trad, ancien conseiller et député fédéral, actuellement maire de Campo Grande par le PSD, et de Fábio Trad, actuellement député fédéral.
Il a étudié le droit à l'Université d'État de Rio de Janeiro (UERJ) entre 1953 et 1957. Il a été président du Conseil pénitentiaire de l'État du Mato Grosso do Sul et du Tribunal de justice sportive de la Fédération de football.
En 2006, il a été rapporteur dans le processus du conseil d'éthique de la Chambre et a recommandé l'annulation du mandat du député Roberto Brant (PFL-MG).
En tant que représentant légal de la société "O Bisturi- Equipamentos Médico-Hospitalares Ltda." a été condamné, pour facturation de matériel facturé et non remis à l'Institut National d'Assistance Médicale de la Sécurité Sociale. Outre le paiement de la dette, la société a vu ses comptes jugés irréguliers.
Nelson Trad a été la cible d'une action populaire mettant en cause le versement, par l'ex-Fonds de pension de l'État du Parlement du Mato Grosso do Sul, de pensions à quatorze personnes, qui percevaient simultanément l'allocation et le salaire.
A voté pour la recréation de la Contribution Provisoire sur les Opérations Financières - CPMF, avec le nom de Contribution Sociale pour la Santé - CSS. À l'époque, par seulement trois voix, la taxe, initialement provisoire, est maintenue.
A voté contre la suspension de l'IPC lors de la panne d'électricité de 2007.
Il a voté pour mettre fin au scrutin secret à l'Assemblée législative.

## Affiliations à des partis
- 1962-1965 : PTB
- 1980-1986 : PDS
- 1986-2003 : PTB
- 2003-2011 : PMDB[1],[2]